# Sverigeflyg
La Sverigeflyg AB, conosciuta anche come Sverigeflyg, era una compagnia compagnia aerea regionale svedese che operava in ambito nazionale e internazionale. Sverigeflyg AB è il nome una holding, nata nel 2001, con cui operano 7 diverse compagnie aeree regionali svedesi: Blekingeflyg, Flysmaland, Gotlandsflyg, Kalmarflyg, Kullaflyg, Sundsvallsflyg e Ostersundsflyg. Sverigeflyg terminò tutte le operazioni di volo il 29 febbraio 2016: dal giorno successivo infatti, verrà inglobata insieme a Malmö Aviation in una nuova compagnia aerea, denominata BRA Braathens Regional Airlines.

## Flotta
La Sverigeflyg operava unicamente con una flotta di aeromobili turboelica:
- 2 ATR 72-500 di Golden Air (Golden Air Flyg AB - DC/GAO - www.goldenair.se)
- 5 Saab 2000 di Golden Air (Golden Air Flyg AB - DC/GAO - www.goldenair.se)
- 4 Saab 340 di Avitrans (Avitrans Nordic AB - 2Q/ETS - www.avitrans.se)